# Beczka (bryła geometryczna)

Beczka

Beczka – geometryczna bryła obrotowa powstająca przez obrót figury płaskiej ograniczonej łukiem, dwoma odcinkami jednakowej długości prostopadłymi do osi obrotu i osią obrotu, dookoła tej osi.

## Wzory
- {\displaystyle D} – średnica beczki w jej najszerszym punkcie,
- {\displaystyle d} – średnica beczki w jej najwęższym punkcie,
- {\displaystyle H} – wysokość beczki.

Wzór na objętość beczki, gdy łuk jest fragmentem elipsy:
{\displaystyle V={\frac {1}{12}}\pi H\left(2D^{2}+d^{2}\right),}
gdy {\displaystyle d=0,} bryła upraszcza się do elipsoidy, gdy {\displaystyle d=D} – do walca.
Wzór na objętość beczki, gdy łuk jest fragmentem paraboli:
{\displaystyle V={\frac {1}{15}}\pi H\left(2D^{2}+Dd+{\frac {3}{4}}d^{2}\right),}
gdy {\displaystyle d=D,} bryła upraszcza się do walca.